# 青春失乐园
《青春失乐园》（英語：Paradise Lost；又名《青春期Ⅱ》）是2011年电影《青春期》的续作，2011年11月11日在中国大陆上映。

## 剧情
本篇銜接第一集青春期主要描述程小雨和王小菲及90后的5个大学生和他们的两个大学老师之间的爱情故事。

## 主题
《青春失乐园》承接第一部《青春期》，继续对年轻人的性态度进行描绘和探究，该片中年轻人对性的表现更加成熟。

## 主演

### 女学生
| 演员   | 角色   | 备注 |
| 赵奕欢 | 程小雨 | 天性善良，个性独特，行事独断， 是众多90后宅男心目中的女神，也是女生们羡慕嫉妒的对象。作为新生中的焦点人物一直众多校友和男生追捧的对象，风靡整个大学校园，但同时遭受到来自各方面的排挤和非议,是王小菲愛慕的對象。五个女大学生组成一个音乐组合名叫“Smile queen”。 |
| 田晓天 | 小天   | 小天最初喜欢李明宇，后来李明宇请她去挖墙脚拆散程小雨和王小菲，没有成功，最后和波波在一起。 |
| 莫熙儿 | 熙儿   | 熙儿在上体育课时被体育老师选中作为人工呼吸的示范，碰上选中的男学生李明宇，后来两人在一起。 |
| 宋丹   | 丹丹   | |
| 王紫潼 | 紫潼   | |

### 男学生
| 演员     | 角色   | 备注                                                                     |
| 王一     | 王小菲 | 程小雨爱慕的对象。波波、大齐、王小菲和华子住在520寝室，自谓“520寂寞派”。 |
| 杨睿嘉   | 李明宇 | 李明宇最初爱慕程小雨，后来和熙儿在一起。                                 |
| 梁庭瑜   | 大齐   |                                                                          |
| 李红陶   | 波波   | 和小天在一起。                                                           |
| 程紫城   | 猴子   |                                                                          |
| 唐超宇晨 | 华子   |                                                                          |

### 老师
| 演员   | 角色   | 备注                                  |
| 秦汉擂 | 秦祥林 | 夏天老师爱慕的对象，两人后来在一起    |
| 袁乙心 | 夏天   | 秦汉擂老师爱慕的对象 ，两人后来在一起 |

## 曲目
- [3]

## 评价
《青春失乐园》被誉为“中国版的《美国派》”。